# Жан Рапп
Жан Рапп (фр. Jean Rapp; 27 квітня 1771 — 8 листопада 1821) — французький генерал часів Першої імперії, граф.

## Життєпис
Народився 1771 року у м. Кольмар у протестантській родині. Спочатку навчався на богослова, але зрештою обрав для себе військову кар'єру. У 1788 році приходить добровольцем до 10-го єгерського полку. У 1791 році стає сержантом. Переходить до революційної армії. З часом воює у Рейн-Мааській армії. У 1794 році стає молодшим лейтенантом. Потім переходить до Альпійської армії, де отримує звання першого лейтенанта. Наприкінці 1796 року призначається ад'ютантом генерала Дезе. Незабаром після цього отримує звання капітана.
Жан Рапп добре проявив себе в Єгипетській кампанії 1798—1799 років. За героїзм у битвах з мамлюками отримує звання полковника. По поверненню до Європи стає помічником Першого консула (після заколоту 18 брюмера), також є учасником італійської кампанії 1799—1801 років, зокрема відзначився у битві при Маренго у 1800 році. У 1803 році стає бригадним генералом. Після чого спрямований Бонапартом споглядати за укріпленнями на Ельбі. У 1804 році отримує Орден Почесного легіону. Того ж року за наказом Бонапарта одружується.
У 1805 році виконує доручення імператора Наполеона I у Ганновері. Слідом за цим бере участь у військовій кампанії 1805 року. Особливо Рапп відзначився у битві під Аустерліцем, знищивши кавалергардський полк російського імператора Олександра I. За цю звитягу отримав звання дивізійного генерала. Згодом у 1806 році бере активну участь у кампанії проти Пруссії, одним з перших вступив до Веймару. У 1807 році воює проти Росії. Того ж року призначається військовим губернатором Данцига. 23 грудня цього року стає лицарем Ордена Залізної корони.
Відзначився у військовій кампанії 1809 року проти Австрії, зокрема у битві при Еслінзі. 12 жовтня 1809 року Жан Рапп перешкоджає студенту Фредеріку Штабсу вбити Наполеона. 30 червня 1811 року стає великим офіцером Ордена Почесного легіону.
Під час військової кампанії 1812 року проти Росії Жан Рапп відзначився у битвах при Островно, Смоленську, Бородіно. Під Малоярославцем врятував Наполеона I від полону. По відходу з Росії організовує оборону Данцига, яка триває до 29 листопада 1813 року, коли Рапп вимушений був здатися у полон. До кінця війни знаходився у Києві. Повернувся до Франції у 1815 році.
Король Людовик XVIII надав Раппу велику стрічку Ордена Почесного легіону. Проте останній перейшов на бік Бонапарта під час Ста днів. За це 2 червня 1815 року був зроблений пером Франції. Брав участь у вирішальній битві при Ватерлоо. після цього виїхав до Ааргау (Швейцарія), де у 1816 році придбав маєток. У 1817 році повернувся до Франції. У 1819 році відновлений як пер. Також отримав посаду 1 камергера короля. Помер Жан Рапп 8 листопада 1821 від раку шлунка.

## Родина
12 січня 1816 року генерал Рапп одружився з донькою керманича Рейнвейлера, баронесою Альбертиною-Шарлоттою фон Ротберген. У шлюбі народилося двоє дітей, Макс (1816—1828) та Емілія-Меланія «Матильда» (1817—1899), майбутня дружина Адріана Джона Гоупа (1811—1863).

## Майно
У селі Рейнвейлер 9 серпня 1817 року Рапп купив замок за 121165 франків, який існує й сьогодні.